# 자율 컴퓨팅
자율 컴퓨팅(autonomic computing)은 자신의 환경을 스스로 설정하고, 자신을 스스로 최적화해 조율하고, 고장이 나면 스스로 고치고, 외부의 침입과 자멸에서 스스로 자신을 방어할 수 있는 시스템을 개발하려는 전 산업적이 노력의 대상이다.
이를테면 컴퓨터 바이러스에 침입당했다는 것을 스스로 감지할 수 있는 데스크톱 PC를 상상할 수 있다. 컴퓨터 바이러스가 침입하는 것을 무턱대고 허용하는 대신, 이 PC는 바이러스를 식별하고 제거하거나, 작업 부담을 다른 프로세서로 넘기거나, 바이러스가 파일을 손상시키기 전에 스스로 작업을 정지한다.

## 개요
컴퓨터 시스템은 날로 복잡해져가서 있다. 수백만 줄의 코드가 있는 운영체제, 기업용 소프트웨어, 데이터베이스 소프트웨어, 그리고 수많은 네트워크와 연결된 장비를 포함하는 대형 시스템을 관리하는 것이 매우 큰 문제이다. 기업 IT예산의 1/3, 1/2는 시스템 고장을 예방하거나 복구하는데 사용된다. 이런 고장의 약 40%는 운영자의 실수 때문이다. 이것은 운영자가 교육을 잘 받지 못했거나 능력이 부족해서가 아니라, 도리어 오늘날 컴퓨터 시스템이 너무 복잡하여 이해하기 어렵고, 문제가 발생하면 IT운영자 및 관리자가 빠른 시간 안에 의사결정을 내려야 하는 압력을 받고 있기 때문이다. 이러한 문제를 해결하는 하나의 접근 방법은 자율 컴퓨팅을 채택하는 것이다.

## 같이 보기
- 컴퓨팅